# Orthosia signata
Orthosia signata là một loài bướm đêm trong họ Noctuidae.